# Тела студентов
«Тела студентов» (англ. Student Bodies) — американский пародийный фильм ужасов (слэшер) 1981 года, режиссёром и сценаристом которого выступил Мики Роуз. Фильм пародирует такие популярные слэшеры и фильмы ужасов как «Хэллоуин», «Пятница, 13-е», «Выпускной», «Карнавал душ», «Чёрное Рождество», «Кэрри», «Когда звонит незнакомец», и является первым представителем своего жанра пародийных фильмов ужасов.

## Синопсис
Убийца по имени Дышащий терроризирует учеников местной школы. Всякий раз, когда они планируют заняться сексом, объявляется маньяк и убивает их. Под подозрение попадает ученица по имени Тоби, которая была знакома со всеми жертвами. Чтобы снять с себя подозрения она проводит собственное расследование.

## В ролях
- Кристен Риттер — Тоби Баджер
- Мэтт Голдсби — Харди
- Каллен Чемберс — Чарльз Рэй
- Ричард Белзер — Дышащий (в титрах указан как Ричард Брандо)
- Джо Флуд — мистер Дампкин
- Джо Таларовски — директор Питерс
- Мими Уэдделл — мисс Мамсли
- Дарио Джонс — Мавамба
- Карл Джейкобс — доктор Зигмунд
- Пегги Купер — мисс Ван Дайк
- Дженис Э. О’Мэлли — медсестра Круд
- Кевин Маннис — Скотт
- Сара Экхардт — Патти Присвелл
- Оскар Джеймс — футбольный тренер / шериф
- Кей Огден — мисс Леклер
- Патрик Бун Варнелл — уборщик Малверт
- Брайан Батитис — Уилс
- Джоан Браунинг Джейкобс — миссис Хаммерс
- Анджела Бресслер — Джули
- Кит Синглтон — Чарли

## Производство
Микки Роуз написал сценарий и поставил фильм, исполнительный продюсер Джерри Белсон также участвовал в создании материала для картины; однако Майкл Ричи был назначен на съемочную площадку в качестве надзирающего продюсера, чтобы направлять Роуза, если ему это понадобится. Некоторые источники утверждают, что Ричи на самом деле был сорежиссёром/сценаристом и вынужден был взять псевдоним «Алан Смити» из-за забастовки Гильдии сценаристов США; другие утверждают, что он назвался так, чтобы дистанцироваться от проекта.
Практически все актёры, выбранные для участия в картине, были малоизвестными; для большинства из них этот фильм стал единственной полнометражной работой. Исполнительница главной роли Кристен Риттер больше в кино не снималась, но появилась в качестве танцовщицы в видеоклипе The J. Geils Band на песню «Centerfold» (однако из-за внешнего сходства с ведущей MTV Мартой Куин, многие думали, что в клипе снялась последняя). С 1981 года Каллен Чэмберс снимался в многочисленных фильмах и телешоу, но в основном он был дублёром других актёров, в том числе Моргана Фримена, Дензела Вашингтона и Фореста Уитакера. Самой известной исполнительницей в фильме, вероятно, является шестидесятилетняя актриса Мими Уэдделл, которая позже сыграла несколько ролей в кино и на телевидении, в том числе бабушку в популярном сериале «Секс в большом городе». Комик Ричард Белзер был голосом Дышащего.
Фильм не содержат графического насилия или нецензурной брани — до 26 минут фильма, когда действие прерывается человеком, сидящим за письменным столом. Он объясняет, что для достижения рейтинг R фильм «должен содержать полную фронтальную наготу, графическое насилие или явную ссылку на половой акт». Он интонирует, что фильмы с рейтингом R, безусловно, самые популярные, поэтому «продюсеры этого фильма попросили меня воспользоваться этой возможностью, чтобы сказать… „Fuck you“».

## Релиз
Премьера фильма в США состоялась в кинотеатрах 7 августа 1981 года, кассовые сборы превысили 5 165 432 долларов. Позже фильм часто транслировался в 90-е годы на кабельном телевидении в ночном эфире. На DVD фильм вышел 3 июня 2007 года, а на Blu-ray — 3 мая 2011.

## Отзывы критиков
Фильм получил смешанные отзывы критиков. На сайте-агрегаторе Rotten Tomatoes фильм имеет рейтинг одобрения 25%, основанный на 8 рецензиях. На Metacritic фильм имеет среднюю оценку 41 из 100, основанную на 4 рецензиях.
Винсент Кэнби в обзоре для The New York Times назвал фильм «настоящим разочарованием», заметив, что «он вяло течёт вниз, будто вы смотрите выступление неудачливого стенд-ап комика». В рецензии Variety Рэй Ричмонд указал, что шутки были «удручающе однообразными», а также с сожалением заметил, что «если вы видели трейлер, то вы видели все, за исключением одного, удачные моменты, показанные в фильме, а это три минуты из 86 минут экранного времени». Джин Сискел из Chicago Tribune дал фильму две звезды из четырёх, заметив, что он «раскрывает все свои комические трюки ещё на первых минутах». Линда Гросс из Los Angeles Times написала: «В фильме есть несколько очень забавных моментов, но это определенно не очередной „Аэроплан!“». Гэри Арнольд из The Washington Post заметил: «Хотя фильм часто даёт осечки и иногда продолжает стрелять по пустым сатирическим камерам, „Тела студентов“ — это подобающе саркастическое и умное высмеивание клише фильмов ужасов». Рецензент Шиберт Перри из AllMovie написал о фильме: «Хотя иногда и очень смешной, но недостаточно, чтобы рекомендовать его в качестве комедии или недостаточно страшный, чтобы быть эффективным фильмом ужасов».